# Strategie van Lissabon
De strategie van Lissabon (ook wel proces, agenda of akkoord van Lissabon) is een actie- en ontwikkelingsplan van en voor de Europese Unie (EU), dat in maart 2000 is aangenomen en een looptijd van tien jaar had. De opvolger hiervan is genaamd de EU 2020-strategie.

## Inhoud
De strategie werd door de regeringsleiders en staatshoofden van de EU tijdens een Europese top in de Portugese hoofdstad Lissabon gelanceerd. Op dat moment leek de EU een welvarende tijd tegemoet te gaan: de werkloosheid was relatief laag en de economische groei was relatief hoog. De doelstelling was dan ook ambitieus: in 2010 moest de EU zijn veranderd in de meest concurrerende en dynamische kenniseconomie van de wereld, met een arbeidsparticipatie van 70% en een economische groei van 3%. Dit is de zogenoemde economische pijler van de strategie. Verder was het streven om het Europese welvaartsmodel te verbeteren (de sociale pijler) en het milieu te ontzien; de economische groei moest duurzaam zijn (de ecologische pijler).
Speciale aandacht ging uit naar onderzoek en ontwikkeling (O&O; Research and Development, R&D). Volgens de strategie moest hieraan in ieder land minimaal 3% van het bruto binnenlands product worden besteed, waarbij het bedrijfsleven twee derde van de benodigde investeringen voor zijn rekening diende te nemen en de overheid de rest.

## Uitwerking en resultaten (2005)
In oktober 2004, enkele dagen voor zijn geplande aftreden als voorzitter van de Europese Commissie, verklaarde Romano Prodi dat de Lissabonstrategie aan het mislukken was. Sinds het akkoord zou de Europese economie alleen maar aan concurrentievermogen hebben ingeboet ten opzichte van de Verenigde Staten. Prodi liep hiermee vooruit op een onderzoek van Wim Kok.
Hierbij moet men wel onderscheid maken tussen de verschillende Europese landen. In de Europese Unie behalen enkel de Scandinavische landen de vereiste 3%, terwijl de Mediterrane en de Oost-Europese landen een slechte score halen (vaak onder de 1%). In België scoort enkel Vlaanderen relatief goed; het haalde in 2001 2,43%* (1,83% privé, 0,54% overheid, in 2006 was dit al teruggevallen tot 1,97% (1,36% privé, 0,61% overheid). Ondanks een lichte stijging tot 2,03% in 2007 (1,40% privé en 0,63% overheid) ziet het ernaar uit dat op het einde van het Lissabontraject enkel de Scandinavische landen de 3% norm zullen halen.
Ook wat economische groei en arbeidsparticipatie betreft scoort de EU slecht. Zo lag de arbeidsparticipatie in België anno 2005 slechts rond de 61 à 62%.
In Nederland heeft enkel de regio Eindhoven de Lissabondoelstellingen weten te halen.

## Uitwerking en resultaten (2010)
2010 is het einde van de looptijd van de Lissabonstrategie. In 2010 kan geconstateerd worden dat de EU-strategie om de lidstaten zwaar te laten investeren in onderzoek en ontwikkeling goeddeels is mislukt. Geen enkele Europees land haalt de norm van 3%. Hierdoor blijft Europa in dit opzicht achterlopen op de VS, waar de investeringen in onderzoek hoger zijn. De vraag blijft of er behoefte is aan een nieuwe norm voor uitgaven aan onderzoek en ontwikkeling.